# المحقق كونان: ساحر السماء الفضية
المحقق كونان: ساحر السماء الفضية (باليابانية: 名探偵コナン　銀翼の奇術師، بالروماجي: Meitantei Konan: Gin Yoku no Majishan) (بالإنجليزية: Detective Conan: Magician of the Silver Sky)‏ هو الفيلم الثامن للمحقق كونان، عرض في أبريل 2004 وحاز على المرتبة الثانية لأكثر دي في دي مبيعا لذلك العام. تم دبلجته بإسم مخادع السماء الفضية من مركز الزهرة الدوبلاج في يوليو 2023

## القصة
كايتو كيد يظهر في هذا الفيلم ويحاول سرقة خاتم الممثلة «جولي» لذلك يقوم بالتنكر بشخصية سينشي كودو (أو كونان) ولكن في النهاية لم يتمكن كونان من الإمساك به ونجح كيد في الهرب.

في اليوم التالي يسافر كونان وتوغو وران وفرقة المتحرين الصغار وهايبرا والدكتور أغاسا وإيري كيساكي إلى جانب مجموعة من الممثلين بالإضافة إلى كايتو كيد الذي كانت متنكر بزي أحد الممثلين إلى مدينة سابورو عبر طائرة تابعة لشركة sky japan. وفي أثناء الطيران تحدث جريمة قتل الممثلة «جولي» وبعد أن تم كشف المجرم، يكتشف كونان أن «جولي» ذهبت إلى غرفة القيادة وأن قبطاني الطائرة قاما بتقبيل يدها التي كانت مشبعة بالسم! وهنا تبدأ المشاكل حيث يقوم كونان وكايتو كيد بقيادة الطائرة ولكن قبل نزولهم على المطار بسلام يصيب البرق والرياح الطائرة فتفقد مسارها، يكتشف كيد طريقة لهبوط الطائرة وذلك عن طريق مدرج من سيارات الشرطة في الميناء ولذلك يقوم بالقفز ثم تقوم ران بقيادة الطائرة وبعد جملة مساعدة من كونان (سينشي) ينجحون في إنقاذ الطائرة وجعلها تهبط في سلام.
في هذا الفلم تعترف ران لصديق طفولتها ((انا احبك شينتشي)) وكان هذا من خوفها وقلقها
وفي هذا الفلم ولاول مرة قامت ران بالاعتراف بحبها لسينشي.

## وصلات خارجية
- المحقق كونان: ساحر السماء الفضية على موقع IMDb (الإنجليزية)
- المحقق كونان: ساحر السماء الفضية على موقع فيلمافينيتي (الإسبانية)
- المحقق كونان: ساحر السماء الفضية على موقع قاعدة بيانات الفيلم (الإنجليزية)
- المحقق كونان: ساحر السماء الفضية على موقع ليتربوكسد (الإنجليزية)
- المحقق كونان: ساحر السماء الفضية على موقع كينوبويسك (الروسية)
- المحقق كونان: ساحر السماء الفضية على موقع ANN anime (الإنجليزية)

- موقع أفلام المتحري كونان.